# Чернореченский (Карелия)
Черноре́ченский — посёлок в Пудожском районе Республики Карелия. Входит в состав Красноборского сельского поселения.

## География
Посёлок находится в месте слияния рек Юг и Чёрная, около автодороги Вытегра — Медвежьегорск, на расстоянии 9 км к юго-западу от города Пудож, административного центра района, и 110 км к востоку от города Петрозаводск, столицы республики.

## Население
| 2002 | 2009 | 2010 | 2013 |
| ---- | ---- | ---- | ---- |
| 215  | ↘154 | ↗159 | ↘142 |

## Улицы
- ул. Болотная,
- ул. Лесная,
- ул. Чернореченская,
- ул. Школьная.